# Oláhbrettye község
Oláhbrettye község (románul: Comuna Bretea Română) község Hunyad megyében, Romániában. Központja Oláhbrettye, beosztott falvai Bacalár, Berkány, Goncága, Jóvalcsel, Kovrágy, Magyarbrettye, Mácsó, Nagyoklos, Pokolvalcsel, Russ, Sztrigyplop, Vâlceluța.

## Népessége
A 2011-es népszámlálás adatai alapján a község népessége 3052 fő volt.